# Siły Zbrojne San Marino
Siły Zbrojne San Marino (wł. Forze armate sammarinesi) – jedna z najmniejszych armii świata. Obrona San Marino przed autentycznymi zagrożeniami należy do Włoch, przy czym armia San Marino odgrywa głównie rolę reprezentacyjną oraz policyjną.

## Jednostki

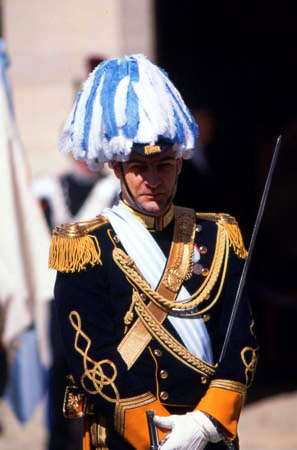
Gwardzista z Gwardii Rady Wielkiej i Generalnej

### Korpus Kuszników
Niegdyś Korpus Kuszników był trzonem armii San Marino, obecnie jednak wykonuje funkcje wyłącznie reprezentacyjne. Dzisiejszy stan liczebny wynosi 80 ochotników, wyposażonych w mundury stylizowane na średniowieczne. Jedną z ról Korpusu jest pokaz strzelniczy na festynach. Nie wykonuje funkcji operacyjnych.
Korpus utworzono w roku 1295.

### Gwardia Forteczna
Gwardia Forteczna jest jednostką w pełni operacyjną. Jej głównymi zadaniami jest patrolowanie oraz ochrona granic państwa, a także ochrona centrum San Marino (znanym widowiskiem jest ceremonialna zmiana warty).
Obowiązki gwardii zostały wyraźnie określone w ustawie z roku 1987.
Prócz tego funkcjonariusze Gwardii mogą współpracować z policją w rozwiązywaniu większych spraw kryminalnych.
Według niektórych źródeł Gwardia jest najstarszą jednostką wojskową San Marino.

### Gwardia Rady Wielkiej i Generalnej
Pełni rolę reprezentacyjną oraz ochrony osobistej Kapitanów-Regentów i Rady Wielkiej i Generalnej podczas sesji. Jednostka uformowana w 1740 składa się niemal wyłącznie z ochotników.

### Milicja Armii
Główna siła rezerwowa, choć z ograniczonym zakresem obowiązków operacyjnych.
Wszyscy obywatele San Marino od szesnastu lat mogą podlegać powołaniu do milicji. Dla wielu z nich służba tam jest powodem do dumy.

### Orkiestra Wojskowa
Składa się z 50 muzyków i pełni rolę oficjalnej orkiestry państwowej.

### Żandarmeria
Powołana do życia w 1842. Żandarmeria jest zmilitaryzowaną policją, blisko współpracującą z policją cywilną, która nie jest częścią sił zbrojnych.

## Stopnie dowódców
Korpus Kuszników - komendant (odpowiednik kapitana),
Gwardia Forteczna - komendant (odpowiednik kapitana),
Gwardia Rady - komendant (odpowiednik kapitana),
Milicja - komendant (odpowiednik kapitana),
Orkiestra - kapelmistrz
Żandarmeria - komendant (odpowiednik podpułkownika).

## Inne dane
Zdolni do służby wojskowej (mężczyźni w przedziale 18–49 lat) – 5107 (2005 rok).